# Габріела Сабатіні
Габріе́ла Беатрі́с Сабаті́ні (ісп. Gabriela Beatriz Sabatini, *16 травня 1970) — аргентинська професійна тенісистка, що завершила виступи. Срібний призер олімпіади в Сеулі 1988 року. Переможниця US Open 1990 року.

## Виступи у турнірах Великого шолома

### Одиночний розряд
| Турнір                                 | 1984 | 1985 | 1986 | 1987 | 1988 | 1989 | 1990 | 1991 | 1992 | 1993 | 1994 | 1995 | 1996 | SR     | W–L    |
| -------------------------------------- | ---- | ---- | ---- | ---- | ---- | ---- | ---- | ---- | ---- | ---- | ---- | ---- | ---- | ------ | ------ |
| Відкритий чемпіонат Австралії з тенісу | A    | A    | NH   | A    | A    | ПФ   | 3р   | ЧФ   | ПФ   | ПФ   | ПФ   | 1р   | 2р   | 0 / 8  | 29–8   |
| Відкритий чемпіонат Франції з тенісу   | A    | ПФ   | 2р   | ПФ   | ПФ   | 2р   | 2р   | ПФ   | ПФ   | ЧФ   | 1р   | ЧФ   | A    | 0 / 11 | 42–11  |
| Вімблдонський турнір                   | A    | 3р   | ПФ   | ЧФ   | 2р   | 2р   | ПФ   | F    | ПФ   | ЧФ   | 2р   | ЧФ   | A    | 0 / 11 | 42–11  |
| Відкритий чемпіонат США з тенісу       | 3р   | 1р   | 2р   | ЧФ   | F    | ПФ   | W    | ЧФ   | ЧФ   | ЧФ   | ПФ   | ПФ   | 3р   | 1 / 13 | 51–12  |
| Перемоги-Поразки                       | 2–1  | 7–3  | 11–3 | 13–3 | 14–3 | 14–4 | 17–3 | 19–4 | 19–4 | 17–4 | 13–4 | 13–4 | 5–2  | 1 / 43 | 164–42 |
| Рейтинг на кінець року                 | 74   | 12   | 9    | 6    | 4    | 3    | 5    | 3    | 3    | 5    | 7    | 7    | NA   |        |        |

### Парний розряд
| Турнір                           | 1984  | 1985  | 1986  | 1987  | 1988  | 1989  | 1990  | 1991  | 1992  | 1993  | 1994  | 1995  | 1996  | Career SR |
| -------------------------------- | ----- | ----- | ----- | ----- | ----- | ----- | ----- | ----- | ----- | ----- | ----- | ----- | ----- | --------- |
| Australian Open                  | A     | A     | NH    | A     | A     | ПФ    | 2р    | 3р    | A     | A     | A     | 2р    | ЧФ    | 0 / 5     |
| French Open                      | A     | 1р    | F     | F     | ПФ    | F     | A     | ПФ    | A     | A     | 3р    | 3р    | A     | 0 / 8     |
| Вімблдонський турнір             | A     | 2р    | A     | 3р    | W     | ЧФ    | ЧФ    | A     | A     | A     | 1р    | ПФ    | A     | 1 / 7     |
| Відкритий чемпіонат США з тенісу | A     | 1р    | ПФ    | ПФ    | ПФ    | ПФ    | 3р    | A     | A     | A     | ПФ    | 2р    | ПФ    | 0 / 9     |
| Grand Slam SR                    | 0 / 0 | 0 / 3 | 0 / 2 | 0 / 3 | 1 / 3 | 0 / 4 | 0 / 3 | 0 / 2 | 0 / 0 | 0 / 0 | 0 / 3 | 0 / 4 | 0 / 2 | 1 / 29    |
| Рейтинг на кінець року           | 128   | 54    | 9     | 5     | 3     | 19    | 29    | 55    | NR    | NR    | 14    | 13    | NR    |           |

## Фінали турнірів WTA

### Одиночний розряд: 55 (27 титулів, 28 поразок)
| Легенда                                     |
| ------------------------------------------- |
| Турніри Великого шолома (1–2)               |
| Фінали (2–2)                                |
| Олімпійські Ігри (0–1)                      |
| WTA 1000 (Tier I) (13–9)                    |
| WTA 500 (Tier II) (7–10)                    |
| WTA 250 (Tier III / Tier IV / Tier V) (3–1) |
| Virginia Slims (1–3)                        |

| Surfac        |
| ------------- |
| Тверде (9–7)  |
| Трава (0–1)   |
| Ґрунт (11–13) |
| Килим (7–7)   |

| Результат | В-П | Дата              | Турнір                           | Категорія      | Покриття | Опонент               | Рахунок                 |
| --------- | --- | ----------------- | -------------------------------- | -------------- | -------- | --------------------- | ----------------------- |
| Поразка   | 1.  | 8 квітня 1985     | Гілтон-Гед-Айленд                | Virginia Slims | Ґрунт    | Кріс Еверт            | 4–6, 2–6                |
| Перемога  | 1.  | 14 жовтня 1985    | Токіо                            | Virginia Slims | Тверде   | Лінда Гейтс           | 6–3, 6–4                |
| Поразка   | 2.  | 4 листопада 1985  | Тампа                            | Virginia Slims | Тверде   | Стефані Реге          | 4–6, 7–6(7–4), 5–7      |
| Поразка   | 3.  | 28 квітня 1986    | Indianapolis                     | Virginia Slims | Ґрунт    | Штеффі Граф           | 6–2, 6–7(5–7), 4–6      |
| Перемога  | 2.  | 1 грудня 1986     | Buenos Aires                     | Категорія 1    | Ґрунт    | Аранча Санчес Вікаріо | 6–1, 6–1                |
| Поразка   | 4.  | 4 травня 1987     | Рим                              | Категорія 3    | Ґрунт    | Штеффі Граф           | 5–7, 6–4, 0–6           |
| Перемога  | 3.  | 14 вересня 1987   | Токіо                            | Категорія 4    | Килим    | Мануела Малеєва       | 6–4, 7–6(8–6)           |
| Перемога  | 4.  | 19 жовтня 1987    | Brighton                         | Категорія 4    | Килим    | Пем Шрайвер           | 7–5, 6–4                |
| Поразка   | 5.  | 16 листопада 1987 | Фінал WTA                        | Фінали         | Килим    | Штеффі Граф           | 6–4, 4–6, 0–6, 4–6      |
| Перемога  | 5.  | 30 листопада 1987 | Buenos Aires                     | Категорія 1    | Ґрунт    | Ізабель Куето         | 6–0, 6–2                |
| Перемога  | 6.  | 7 березня 1988    | Boca Raton                       | Категорія 5    | Тверде   | Штеффі Граф           | 2–6, 6–3, 6–1           |
| Поразка   | 6.  | 4 квітня 1988     | Hilton Head Island               | Категорія 5    | Ґрунт    | Мартіна Навратілова   | 1–6, 6–4, 4–6           |
| Поразка   | 7.  | 11 квітня 1988    | Амелія-Айланд                    | Категорія 5    | Ґрунт    | Мартіна Навратілова   | 0–6, 2–6                |
| Перемога  | 7.  | 2 травня 1988     | Rome                             | Категорія 3    | Ґрунт    | Гелен Келесі          | 6–1, 6–7(4–7), 6–1      |
| Поразка   | 8.  | 8 серпня 1988     | Лос-Анджелес                     | Категорія 5    | Тверде   | Кріс Еверт            | 6–2, 1–6, 1–6           |
| Перемога  | 8.  | 15 серпня 1988    | Монреаль                         | Категорія 5    | Тверде   | Наташа Звєрєва        | 6–1, 6–2                |
| Поразка   | 9.  | 29 серпня 1988    | Відкритий чемпіонат США з тенісу | Grand Slam     | Тверде   | Штеффі Граф           | 3–6, 6–3, 1–6           |
| Поразка   | 10. | 19 вересня 1988   | Сеул                             | Olympics       | Тверде   | Штеффі Граф           | 3–6, 3–6                |
| Перемога  | 9.  | 14 листопада 1988 | Virginia Slims Championships     | Фінали         | Килим    | Пем Шрайвер           | 7–5, 6–2, 6–2           |
| Перемога  | 10. | 20 березня 1989   | Кі-Біскейн                       | Категорія 5    | Тверде   | Кріс Еверт            | 6–1, 4–6, 6–2           |
| Перемога  | 11. | 10 квітня 1989    | Amelia Island                    | Категорія 5    | Ґрунт    | Штеффі Граф           | 3–6, 6–3, 7–5           |
| Поразка   | 11. | 17 квітня 1989    | Tampa                            | Категорія 3    | Ґрунт    | Кончита Мартінес      | 3–6, 2–6                |
| Перемога  | 12. | 8 травня 1989     | Rome                             | Категорія 5    | Ґрунт    | Аранча Санчес Вікаріо | 6–2, 5–7, 6–4           |
| Поразка   | 12. | 15 травня 1989    | Берлін                           | Категорія 5    | Ґрунт    | Штеффі Граф           | 3–6, 1–6                |
| Поразка   | 13. | 7 серпня 1989     | Los Angeles                      | Категорія 5    | Тверде   | Мартіна Навратілова   | 0–6, 2–6                |
| Перемога  | 13. | 9 жовтня 1989     | Фільдерштадт                     | Категорія 4    | Килим    | Мері Джо Фернандес    | 7–6(7–5), 6–4           |
| Перемога  | 14. | 5 березня 1990    | Boca Raton                       | Tier II        | Тверде   | Дженніфер Капріаті    | 6–4, 7–5                |
| Перемога  | 15. | 27 серпня 1990    | US Open                          | Grand Slam     | Тверде   | Штеффі Граф           | 6–2, 7–6(7–4)           |
| Поразка   | 14. | 8 жовтня 1990     | Цюрих                            | Tier II        | Килим    | Штеффі Граф           | 3–6, 2–6                |
| Поразка   | 15. | 5 листопада 1990  | Worcester                        | Tier II        | Килим    | Штеффі Граф           | 6–7(5–7), 3–6           |
| Поразка   | 16. | 12 листопада 1990 | Virginia Slims Championships     | Фінали         | Килим    | Моніка Селеш          | 4–6, 7–5, 6–3, 4–6, 2–6 |
| Перемога  | 16. | 28 січня 1991     | Tokyo                            | Tier II        | Килим    | Мартіна Навратілова   | 2–6, 6–2, 6–4           |
| Перемога  | 17. | 4 березня 1991    | Boca Raton                       | Tier I         | Тверде   | Штеффі Граф           | 6–4, 7–6(8–6)           |
| Поразка   | 17. | 15 березня 1991   | Key Biscayne                     | Tier I         | Тверде   | Моніка Селеш          | 3–6, 5–7                |
| Перемога  | 18. | 1 квітня 1991     | Hilton Head Island               | Tier I         | Ґрунт    | Лейла Месхі           | 6–1, 6–1                |
| Перемога  | 19. | 8 квітня 1991     | Amelia Island                    | Tier II        | Ґрунт    | Штеффі Граф           | 7–5, 7–6(7–3)           |
| Перемога  | 20. | 6 травня 1991     | Rome                             | Tier I         | Ґрунт    | Моніка Селеш          | 6–3, 6–2                |
| Поразка   | 18. | 24 червня 1991    | Вімблдонський турнір             | Grand Slam     | Трава    | Штеффі Граф           | 4–6, 6–3, 6–8           |
| Перемога  | 21. | 6 січня 1992      | Сідней                           | Tier III       | Тверде   | Аранча Санчес Вікаріо | 6–1, 6–1                |
| Перемога  | 22. | 27 січня 1992     | Tokyo                            | Tier II        | Килим    | Мартіна Навратілова   | 6–2, 4–6, 6–2           |
| Поразка   | 19. | 16 березня 1992   | Key Biscayne                     | Tier I         | Тверде   | Аранча Санчес Вікаріо | 1–6, 4–6                |
| Перемога  | 23. | 30 березня 1992   | Hilton Head Island               | Tier I         | Ґрунт    | Кончита Мартінес      | 6–1, 6–4                |
| Перемога  | 24. | 6 квітня 1992     | Amelia Island                    | Tier II        | Ґрунт    | Штеффі Граф           | 6–2, 1–6, 6–3           |
| Перемога  | 25. | 4 травня 1992     | Rome                             | Tier I         | Ґрунт    | Моніка Селеш          | 7–5, 6–4                |
| Поразка   | 20. | 21 вересня 1992   | Tokyo                            | Tier II        | Килим    | Моніка Селеш          | 2–6, 0–6                |
| Поразка   | 21. | 12 жовтня 1992    | Filderstadt                      | Tier II        | Килим    | Мартіна Навратілова   | 6–7(1–7), 3–6           |
| Поразка   | 22. | 5 квітня 1993     | Amelia Island                    | Tier II        | Ґрунт    | Аранча Санчес Вікаріо | 2–6, 7–5, 2–6           |
| Поразка   | 23. | 3 травня 1993     | Rome                             | Tier I         | Ґрунт    | Кончита Мартінес      | 5–7, 1–6                |
| Поразка   | 24. | 10 травня 1993    | Berlin                           | Tier I         | Ґрунт    | Штеффі Граф           | 6–7(3–7), 6–2, 4–6      |
| Поразка   | 25. | 4 квітня 1994     | Amelia Island                    | Tier II        | Ґрунт    | Аранча Санчес Вікаріо | 1–6, 4–6                |
| Поразка   | 26. | 16 травня 1994    | Страсбург                        | Tier III       | Ґрунт    | Мері Джо Фернандес    | 6–2, 4–6, 0–6           |
| Перемога  | 26. | 14 листопада 1994 | Virginia Slims Championships     | Фінали         | Килим    | Ліндсі Девенпорт      | 6–3, 6–2, 6–4           |
| Перемога  | 27. | 9 січня 1995      | Sydney                           | Tier II        | Тверде   | Ліндсі Девенпорт      | 6–3, 6–4                |
| Поразка   | 27. | 3 квітня 1995     | Amelia Island                    | Tier II        | Ґрунт    | Кончита Мартінес      | 1–6, 4–6                |
| Поразка   | 28. | 9 жовтня 1995     | Filderstadt                      | Tier II        | Килим    | Іва Майолі            | 4–6, 6–7(4–7)           |

### Парний розряд: 30 (14 титулів, 16 поразок)
| Легенда                                     |
| ------------------------------------------- |
| Турніри Великого шолома (1–3)               |
| WTA 1000 (Tier I) (4–6)                     |
| WTA 500 (Tier II) (2–3)                     |
| WTA 250 (Tier III / Tier IV / Tier V) (1–0) |
| Virginia Slims (6–4)                        |

| Покриття     |
| ------------ |
| Тверде (6–2) |
| Трава (1–0)  |
| Ґрунт (5–8)  |
| Килим (2–6)  |

| Результат | В-П | Дата              | Турнір                                  | Категорія      | Покриття | Партнер                 | Опоненти                               | Рахунок                 |
| --------- | --- | ----------------- | --------------------------------------- | -------------- | -------- | ----------------------- | -------------------------------------- | ----------------------- |
| Перемога  | 1.  | 18 березня 1985   | São Paulo                               | Virginia Slims | Ґрунт    | Мерседес Пас            | Чілла Бартош-Черепі Ніжі Діас          | 7–5, 6–4                |
| Поразка   | 1.  | 25 березня 1985   | Palm Beach Gardens                      | Virginia Slims | Ґрунт    | Лаура Аррая             | Джоанн Расселл Енн Сміт                | 6–1, 1–6, 6–7(4–7)      |
| Перемога  | 2.  | 19 серпня 1985    | Virginia Slims of Central New York 1985 | Virginia Slims | Тверде   | Мерседес Пас            | Андреа Голікова Kateřina Skronská      | 5–7, 6–4, 6–3           |
| Перемога  | 3.  | 4 листопада 1985  | Тампа                                   | Virginia Slims | Тверде   | Карлінг Бассетт-Сегусо  | Ліса Бондер Лаура Аррая                | 6–0, 6–0                |
| Поразка   | 2.  | 14 квітня 1986    | Амелія-Айланд                           | Virginia Slims | Ґрунт    | Катрін Танв'є           | Клаудія Коде-Кільш Гелена Сукова       | 2–6, 7–5, 6–7(7–9)      |
| Перемога  | 4.  | 28 квітня 1986    | Indianapolis                            | Virginia Slims | Ґрунт    | Штеффі Граф             | Джиджі Фернандес Робін Вайт            | 6–2, 6–0                |
| Поразка   | 3.  | 26 травня 1986    | French Open                             | Grand Slam     | Ґрунт    | Штеффі Граф             | Мартіна Навратілова Андреа Темешварі   | 1–6, 2–6                |
| Перемога  | 5.  | 4 серпня 1986     | Монреаль                                | Virginia Slims | Тверде   | Зіна Гаррісон           | Пем Шрайвер Гелена Сукова              | 7–6(7–2), 5–7, 6–4      |
| Перемога  | 6.  | 6 жовтня 1986     | Цюрих                                   | Virginia Slims | Килим    | Штеффі Граф             | Лорі Макніл Алісія Молтон              | 1–6, 6–4, 6–4           |
| Поразка   | 4.  | 13 жовтня 1986    | Фільдерштадт                            | Virginia Slims | Килим    | Зіна Гаррісон           | Мартіна Навратілова Пем Шрайвер        | 6–7(5–7), 4–6           |
| Поразка   | 5.  | 10 листопада 1986 | Чикаго                                  | Virginia Slims | Килим    | Штеффі Граф             | Клаудія Коде-Кільш Гелена Сукова       | 7–6(7–5), 6–7(5–7), 3–6 |
| Поразка   | 6.  | 9 лютого 1987     | Сан-Франциско                           | Категорія 3    | Килим    | Зіна Гаррісон           | Гана Мандлікова Венді Тернбулл         | 4–6, 6–7(4–7)           |
| Перемога  | 7.  | 13 квітня 1987    | Amelia Island                           | Категорія 4    | Ґрунт    | Штеффі Граф             | Гана Мандлікова Венді Тернбулл         | 3–6, 6–3, 7–5           |
| Перемога  | 8.  | 4 травня 1987     | Рим                                     | Категорія 3    | Ґрунт    | Мартіна Навратілова     | Клаудія Коде-Кільш Гелена Сукова       | 6–4, 6–1                |
| Поразка   | 7.  | 25 травня 1987    | French Open                             | Grand Slam     | Ґрунт    | Штеффі Граф             | Мартіна Навратілова Пем Шрайвер        | 2–6, 1–6                |
| Перемога  | 9.  | 30 листопада 1987 | Buenos Aires                            | Категорія 1    | Ґрунт    | Мерседес Пас            | Джилл Гетерінгтон Крістіан Жоліссен    | 6–2, 6–2                |
| Поразка   | 8.  | 22 лютого 1988    | Washington                              | Категорія 5    | Килим    | Гелена Сукова           | Мартіна Навратілова Пем Шрайвер        | 3–6, 4–6                |
| Перемога  | 10. | 14 березня 1988   | Кі-Біскейн                              | Категорія 6    | Тверде   | Штеффі Граф             | Джиджі Фернандес Зіна Гаррісон         | 7–6(7–3), 6–3           |
| Поразка   | 9.  | 4 квітня 1988     | Гілтон-Гед-Айленд                       | Категорія 5    | Ґрунт    | Клаудія Коде-Кільш      | Мартіна Навратілова Лорі Макніл        | 4–6, 3–6                |
| Перемога  | 11. | 20 червня 1988    | Вімблдонський турнір                    | Grand Slam     | Трава    | Штеффі Граф             | Лариса Савченко-Нейланд Наташа Звєрєва | 6–3, 1–6, 12–10         |
| Поразка   | 10. | 31 жовтня 1988    | Worcester                               | Категорія 5    | Килим    | Гелена Сукова           | Мартіна Навратілова Пем Шрайвер        | 3–6, 6–3, 5–7           |
| Поразка   | 11. | 29 травня 1989    | French Open                             | Grand Slam     | Ґрунт    | Штеффі Граф             | Лариса Савченко-Нейланд Наташа Звєрєва | 4–6, 4–6                |
| Перемога  | 12. | 30 липня 1990     | Montreal                                | Tier I         | Тверде   | Бетсі Нагелсен          | Гелен Келесі Раффаелла Реджі           | 3–6, 6–2, 6–2           |
| Поразка   | 12. | 13 серпня 1990    | Los Angeles                             | Tier II        | Тверде   | Мерседес Пас            | Джиджі Фернандес Яна Новотна           | 3–6, 5–7                |
| Поразка   | 13. | 2 травня 1994     | Rome                                    | Tier I         | Ґрунт    | Бренда Шульц-Маккарті   | Джиджі Фернандес Наташа Звєрєва        | 1–6, 3–6                |
| Поразка   | 14. | 7 листопада 1994  | Philadelphia                            | Tier I         | Килим    | Бренда Шульц-Маккарті   | Джиджі Фернандес Наташа Звєрєва        | 6–4, 4–6, 2–6           |
| Перемога  | 13. | 6 лютого 1995     | Chicago                                 | Tier II        | Килим    | Бренда Шульц-Маккарті   | Маріанн Вердел Темі Вітлінгер          | 5–7, 7–6(7–4), 6–4      |
| Поразка   | 15. | 15 травня 1995    | Berlin                                  | Tier I         | Ґрунт    | Лариса Савченко-Нейланд | Аманда Кетцер Інес Горрочатегі         | 6–4, 6–7(3–7), 2–6      |
| Поразка   | 16. | 7 серпня 1995     | Los Angeles                             | Tier II        | Тверде   | Лариса Савченко-Нейланд | Джиджі Фернандес Наташа Звєрєва        | 5–7, 7–6(7–2), 5–7      |
| Перемога  | 14. | 14 серпня 1995    | Toronto                                 | Tier I         | Тверде   | Бренда Шульц-Маккарті   | Мартіна Хінгіс Іва Майолі              | 4–6, 6–0, 6–3           |